# 중국 홍콩 체육 협회 올림픽 위원회
중국 홍콩 체육 협회 올림픽 위원회(중국어: 中國香港體育協會暨奧林匹克委員會, 영어: Sports Federation and Olympic Committee of Hong Kong, China)는 홍콩을 대표하는 국가 올림픽 위원회이다. IOC 코드는 HKG이며 아시아 올림픽 평의회에 소속되어 있다. 올림픽, 아시안 게임을 비롯한 국제 스포츠 대회에 참가하는 홍콩의 선수들을 대표한다.
영국의 식민지 시절이던 1950년에 홍콩 체육 협회 올림픽 위원회(Sports Federation and Olympic Committee of Hong Kong)라는 이름으로 설립했으며 1951년에 국제 올림픽 위원회의 승인을 받았다. 홍콩은 1997년을 기해 중국에 반환되면서 중국의 특별 행정구가 되었지만 홍콩의 헌법 역할을 하는 《홍콩 기본법》에서는 홍콩이 국가만으로 제한되지 않은 국제 기구에 참여할 수 있음을 명시하고 있다. 이에 따라 홍콩은 국제 스포츠 대회에서 "홍콩 차이나"(Hong Kong, China)라는 이름으로 참가한다.

## 같이 보기
- 중국 올림픽 위원회
- 중화 타이베이 올림픽 위원회
- 영국 올림픽 협회